# Checoslováquia nos Jogos Olímpicos de Verão de 1972
A Checoslováquia competiu nos Jogos Olímpicos de Verão de 1972, realizados em Munique, Alemanha Ocidental.